# 2001-es magyar asztalitenisz-bajnokság
A 2001-es magyar asztalitenisz-bajnokság a nyolcvannegyedik magyar bajnokság volt. A bajnokságot március 3. és 4. között rendezték meg Nagykállóban, a Városi Sportcsarnokban.

## Eredmények
| Versenyszám  | Arany                                                   | Arany | Ezüst                                                             | Ezüst | Bronz | Bronz |
| ------------ | ------------------------------------------------------- | ----- | ----------------------------------------------------------------- | ----- | --- | ----- |
| Férfi egyéni | Németh Károly BVSC                                      |       | Somosi Miklós Kecskeméti Spartacus                                |       | Harczi Zsolt Ceglédi VSEPázsy Ferenc LRI-Malév SC                                                                |       |
| Női egyéni   | Molnár Zita BSE                                         |       | Éllő Vivien Statisztika Petőfi SC                                 |       | Braun Éva BSEKertai Rita Postás-Matáv SE                                                                         |       |
| Férfi páros  | Gerold Gábor, Lindner Ádám LRI-Malév SC                 |       | Pázsy Ferenc, Bátorfi Zoltán LRI-Malév SC                         |       | Fazekas Péter, Vitsek Iván BTW Bünde , VÖEST Linz Németh Károly, Marsi Márton BVSC                               |       |
| Női páros    | Éllő Vivien, Molnár Zita Statisztika Petőfi SC, BSE     |       | Braun Éva, Kertai Rita BSE, Postás-Matáv SE                       |       | Póta Georgina, Csernyik Ildikó Statisztika Petőfi SCMátrai Alexandra, Kurimay Dóra Postás-Matáv SE, Orosházi MTK |       |
| Vegyes páros | Lindner Ádám, Kertai Rita LRI-Malév SC, Postás-Matáv SE |       | Demeter Lehel, Ambrus Tímea Kecskeméti Spartacus, Soltvadkerti TE |       | Pázsy Ferenc, Molnár Zita LRI-Malév SC, BSEVitsek Iván, Éllő Vivien VÖEST Linz , Statisztika Petőfi SC           |       |